# Шепелёвка (Могилёвская область)
Шепелёвка (бел. Шапялёўка) — деревня в составе Маслаковского сельсовета Горецкого района Могилёвской области Республики Беларусь.

## История
Упоминается в 1643 году как деревня в Козловичском войтовстве Шкловской волости в Оршанском повете Великого Княжества Литовского.

## Население
- 1999 год — 62 человека
- 2009 год — 27 человек